# رودی گلوکنر
رودی گلوکنر (انگلیسی: Rudi Glöckner؛ ۲۰ مارس ۱۹۲۹ – ۲۵ ژانویهٔ ۱۹۹۹) یک داور فوتبال اهل آلمان بود.